# Ninfa Yupari
Ninfa Yupari Bernal (ur. 22 listopada 1997) – boliwijska zapaśniczka walcząca w stylu wolnym. Brązowa medalistka mistrzostw Ameryki Południowej w 2015. Trzecia na igrzyskach boliwaryjskich w 2017 i piąta w 2022. Czwarta na igrzyskach Ameryki Południowej w 2018 roku.